# Egidio Termine
Egidio Termine (Palerm, 19 de setembre de 1954) és un actor, director de cinema i guionista italià. Va debutar al món del cinema com a intèrpret a la pel·lícula Il camorrista, de Giuseppe Tornatore. Després va debutar com a director i guionista l'any 1991 amb la pel·lícula Per quel viaggio in Sicilia, per la que va guanyar la Palmera de Bronze a la XII edició de la Mostra de València,i va tornar darrere de la càmera el 2016 dirigint Il figlio sospeso.

## Filmografia

### Actor
- Il camorrista, dirigida per Giuseppe Tornatore (1986)
- Il sapore del grano, dirigida per Gianni Da Campo (1986)
- Un tassinaro a New York, dirigida per Alberto Sordi (1987)
- Good Morning, Babilònia, dirigida per Vittorio Taviani (1987)
- La notte degli squali, dirigida per Tonino Ricci (1988)
- Don Bosco, dirigida per Leonardo Castellani (1988)
- Laggiù nella giungla, dirigida per Stefano Reali (1988)
- Le due croci, dirigida per Silvio Maestranzi (1988)
- Francesco, dirigida per Liliana Cavani (1989)
- 'o Re, dirigida per Luigi Magni (1989)
- Volevo i pantaloni, dirigida per Maurizio Ponzi (1989)
- Diceria dell'untore, dirigida per Beppe Cino (1990)
- Porte aperte, dirigida per Gianni Amelio (1990)
- Dimenticare Palermo, dirigida per Francesco Rosi (1990)

### Director
- Per quel viaggio in Sicilia (1991)
- Il figlio sospeso (2016)